# In-Grid
Ingrid Alberini, känd under artistnamnet In-Grid, född 11 september 1973 i Guastalla, är en italiensk sångerska, låtskrivare och dansare. Hon sjunger huvudsakligen på franska och är mest känd för sin househit "Tu es foutu" från 2001. Låten nådde upp till förstaplatsen på den amerikanska Billboard Dance Top 40 2004 och hade likvärdiga framgångar i Europa och Australien. Hon har fått sitt namn efter Ingrid Bergman.

## Diskografi

### Album
- 2003: Rendez-vous
- 2004: La vie en rose
- 2005: Voilà!
- 2009: Passion
- 2010: Lounge musique

### Singlar
- 2001: "Tu es foutu"
- 2003: "In-tango"
- 2003: "Shock"
- 2004: "Ah l'amour l'amour"
- 2004: "Milord"
- 2005: "Mama mia"
- 2005: "Tu es là?" (med Pochill)
- 2006: "Oui"
- 2007: "I Love" (med Stachursky)
- 2009: "Le Dragueur"
- 2009: "Les Fous"
- 2010: "Vive le swing"
- 2014: "J'adore" (med Rouge)
- 2015: "Kiki Swing" (med Rouge)